# Храсница
Храсница је насељено мјесто у јужном дјелу општине Илиџа, које је подјељено на двије мјесне заједнице Храсницу 1 и Храсницу 2.

## Географија
Налази се у подножју планине Игман. Припада општини Илиџа. Врело Босне је удаљено око 2.250 метара. Јужни дио Храснице је близу ентитетске линије разграничења са Републиком Српском. Повезана је са Илиџом Храсничком цестом. Између Илиџе и Храснице се налази насеље Соколовић колонија, а размак између та два насеља (града) путем је око 2,85 км. Кроз Храсницу тече рјечица Вечерица и улива се у Жељезницу у Соколовић Колонији.

## Историја
Храсница је постојала и у средњем вијеку, гдје је било изграђено утврђење. Име је добила за вријеме Турака, када је српска породица Остојићи примила ислам и промјенила презиме у Храсница. Крајеви гдје су били Остојићи (Храсница) добили су назив Храсница. 1485. је већина становништва већ прешла на Ислам. Храсница је процват доживјела тек послије Другог свјетског рата, када је у њој изграђен ФАМОС (Фабрика мотора Сарајево). У Храсници сада постоје четири џамије. У њој се налази и фудбалски клуб Фамос.

## Археолошки локалитет
На подручју катастарске општине Храсница налази се археолошки локалитет проглашен 2004. године од стране Комисије за очување националних споменика БиХ као Историјско подручје — остаци предроманичке цркве и средњовековно гробље Црквина код села Врутци. Археолошка истраживања на локалитету Врутци су извршена 1975. године.

## Становништво
1961. године Храсница је била подијељена на више насеља, а у главном насељу су били већина Срби. 1971. та насеља су спојена и већина су постали Муслимани.
| Националност Храсница 1 | 1991.          |
| Муслимани               | 2.025 (57,20%) |
| Срби                    | 1.046 (29,54%) |
| Хрвати                  | 127 (03,58%)   |
| Југословени             | 284 (08,02%)   |
| остали и непознато      | 58 (01,06%)    |
| Укупно                  | 3.540          |

| Националност Храсница 2 | 1991.          |
| Муслимани               | 7.061 (79,36%) |
| Срби                    | 1.124 (12,63%) |
| Хрвати                  | 188 (02,11%)   |
| Југословени             | 395 (04,43%)   |
| остали и непознато      | 129 (01,44%)   |
| Укупно                  | 8.897          |